# 前田曙山
前田 曙山（まえだ しょざん、1872年1月1日 - 1941年2月8日）は、日本の小説家である。本名の前田 次郎（-じろう）、前田 曙山人（-しょさんじん）の名でも著作を発表している。

## 人物・来歴
1872年1月1日（明治4年11月21日）、廃藩置県がされたばかりの東亰府日本橋馬喰町（現在の東京都中央区日本橋馬喰町）に前田次郎として生まれる。東京市神田区（現在の東京都千代田区神田）にあった日本英学館（のちの明治会学館）を卒業する。
1891年（明治24年）、20歳のときに小説『江戸桜』を尾崎紅葉の雑誌『千紫万紅』に発表、「硯友社」の作家としてスタートしている。1899年（明治32年）10月出版の『にごり水』（『にこり水』、春陽堂）、1924年（大正13年）出版の『燃ゆる渦巻』（朝日新聞社）、1925年（大正14年）出版の『落花の舞』（東京朝日新聞発行所）等で大衆作家としての地位を築いた。
前田の小説の映画化は60作以上にのぼり、大正の最末期の3年間には爆発的に競作が行われ、『燃ゆる渦巻』は1924年に2社が同時に競作し、『情熱の火』は同年3社が同時競作、『歓楽の贅』は同年2社同時競作、『落花の舞』は1925年に2社同時競作、『孔雀の光』にいたっては1926年（大正15年）についに4社同時競作となった。リメイクも、1924年製作の『燃ゆる渦巻』が1938年（昭和13年）にリメイク、1930年（昭和5年）製作の『日本岩窟王』が1940年（昭和15年）にリメイク、1925年製作の『落花の舞』が1936年（昭和11年）と、前田没後の1952年（昭和27年）に2度リメイクされている。
1941年（昭和16年）2月8日、死去する。満69歳没。墓所は東京都立多磨霊園にある。

## ビブリオグラフィ

### 明治
- 『小説百家選』、春陽堂、1894年 - 1895年 - 前田曙山人名義
復刻 『小説百家選』、教育出版センター、1982年10月
- 『東洋大都会』、石橋友吉共著、石橋友吉発行、1898年5月 - 前田次郎名義
- 『にこり水』、春陽堂、1899年10月
- 『腕くらべ』、春陽堂、1900年12月 - 前田次郎名義
- 『桧舞台』、春陽堂、1901年5月
- 『辻占売』、駸々堂、1902年4月
- 『草木栽培書』、裳華房、1903年1月 - 前田次郎名義
- 『茶碗酒』、春陽堂、1903年1月
- 『矢口渡』、松川堂、1903年5月
- 『園芸文庫』、春陽堂、1903年 - 1905年
- 『やま』、志村寛共著、橋南堂、1907年7月 - 前田次郎名義
再発 『やま』、志村烏嶺共著、岳書房、1980年11月
- 『高山植物叢書』、橋南堂、1907年 - 1908年 - 前田次郎名義
- 『紅露』、春陽堂、1908年 - 前田次郎名義
- 『花魂』、春陽堂、1909年3月
- 『曙山園芸』、聚精堂、1911年5月
- 『花卉応用装飾法』、博文館、1911年4月 - 前田次郎名義

### 大正
- 『四季の園芸』、誠文堂書店、1916年
- 『趣味の野草』、実業之日本社、1918年
- 『和洋草花趣味の栽培』、鈴木書店、1918年
- 『糸の乱』、講談社、1922年8月
- 『縺れがみ』、進文館、1924年
- 『慕ひ行く影』、春秋社、1924年
- 『燃ゆる渦巻』前後編、朝日新聞社、1924年
- 『肉の生贄』、成海堂、1925年
- 『落花の舞』前後篇、東京朝日新聞発行所、1925年
全集 『幕末秘話落花の舞』/『大衆文学名作選』第8巻所収、平凡社、1935年
再発 『落花の舞』、新文社、1948年
全集 『落花の舞』/『大衆文学大系』5所収、講談社、1971年
- 『覆面の義人』前後編、大衆閣、1925年
再発 『覆面の義人』、荻原星文館、1934年
- 『黒髪夜叉』前後篇、新作社、1926年 - 1927年
再発 『黒髪夜叉』、荻原星文館、1934年
- 『復讐』前後篇、講談社、1925年 - 1926年
- 『情熱の火』『歓楽の贄』/『前田曙山傑作集』第1編、大衆閣、1926年
- 『孔雀の光』前後編、大阪毎日新聞社、1926年

### 昭和
- 『現代大衆文学全集』第5巻・前田曙山集、平凡社、1927年
- 『大望』、大日本雄弁会、1927年
- 『銀河の曲』、博文館、1927年
- 『落陽の誇』、独立閣、1927年

- 『現代大衆文学全集』第30巻・前田曙山集、平凡社、1930年
- 『現代大衆文学全集』続 第12巻・前田曙山集、平凡社、1931年
- 『雪子の御方』/『少年少女教育講談全集』第7卷所収、大日本雄辯會講談社、1931年5月
- 『蝗うり』/『明治文学全集』22所収、筑摩書房、1969年
- 『近代文学研究叢書』第47巻所収、昭和女子大学近代文学研究室・昭和女子大学近代文学研究所、1978年5月

## フィルモグラフィ
すべて原作である。

### 1912年
- 『想思曲』、福宝堂、1912年2月10日

### 1924年
- 『燃ゆる渦巻』、脚本寿々喜多呂九平、監督沼田紅緑、マキノ映画製作所等持院撮影所
第一篇 1924年1月7日、第二篇 1924年1月19日、第三篇 1924年2月15日、最終篇 1924年3月6日
- 『燃ゆる渦巻』、脚本・監督池田富保、日活京都撮影所
前篇 1924年1月7日、中篇 1924年3月14日、第三篇 1924年5月9日、終篇 1924年6月14日、第四篇 1924年7月1日
- 『情熱の火』、監督中川紫郎、帝国キネマ小阪撮影所、1924年3月20日
- 『情熱の火』、脚本寿々喜多呂九平、監督二川文太郎、マキノ映画製作所等持院撮影所、1924年4月25日
- 『情熱の火』、脚本内田徳司、監督賀古残夢、松竹下加茂撮影所、1924年5月21日
- 『寮の根岸』、監督中川紫郎、脚本松屋春翠、帝国キネマ小阪撮影所、1924年7月24日
- 『歓楽の贅』、脚本・監督沼田紅緑、東亜キネマ等持院撮影所、1924年7月24日
- 『歓楽の贅』、脚本松屋春翠、監督広瀬五郎、帝国キネマ小阪撮影所、1924年8月7日
- 『緋金襴』、脚本・監督後藤秋声、東亜キネマ等持院撮影所、1924年7月25日

### 1925年
- 『慕ひ行く影』、脚本林義子、日活京都撮影所第一部
前篇 監督波多野安正、1925年2月28日、後篇 監督高橋寿康、1925年3月7日
- 『お高祖頭巾の女』、脚本・監督金森万象、東亜マキノ等持院撮影所、1925年4月3日
- 『落花の舞』、脚本・監督池田富保、日活京都撮影所第一部
前篇 1925年5月31日、中篇 1925年6月11日、終篇 1925年6月19日
- 『落花の舞』、脚本井上金太郎、監督沼田紅緑、東亜マキノ等持院撮影所
前篇 1925年6月12日、後篇 1925年6月19日
- 『糸の乱れ』、脚本・監督沼田紅緑、マキノ・プロダクション御室撮影所
前篇 1925年10月15日、後篇 1925年10月23日
- 『剣かたばみ』、脚本・監督沼田紅緑、マキノ・プロダクション御室撮影所、1925年11月27日

### 1926年
- 『孔雀の光』、脚本沢田晩紅、監督後藤秋声、帝国キネマ小阪撮影所
第一篇 1926年2月14日、第二篇 1926年3月14日、第三篇 脚本近松門吉 1926年3月27日、最終篇、1926年8月19日
- 『孔雀の光』、脚本・監督沼田紅緑、マキノ・プロダクション御室撮影所
前篇 1926年2月26日、第二篇 1926年3月19日、第三篇 1926年4月30日
- 『孔雀の光』、脚本林義子、監督村田実、日活大将軍撮影所
第一篇 1926年3月5日、第二篇 1926年3月19日
- 『孔雀の光』、脚本吉田武三、監督吉野二郎、松竹蒲田撮影所
第一・二篇 応援監督清水宏、1926年3月6日、第三・四・五篇 1926年4月30日、第六篇 1926年5月14日
- 『黒髪夜叉』、脚本・監督大久保忠素、松竹蒲田撮影所
第一・二篇 1926年10月29日、第三・四篇 1926年12月11日
- 『大望』、脚本松岡映二路、監督高浜順、片岡松燕プロダクション、1926年12月10日

### 1927年
- 『神文』、脚本西池春之介、監督辻吉郎、日活太秦撮影所、1927年10月21日
- 『不滅の光明』、脚本長里清、監督三沢偶伴、東京映画、巡回映画

### 1930年
- 『変幻女六部』、脚本中川信夫、監督吉野二郎、マキノ・プロダクション御室撮影所、1930年3月7日
- 『日本巌窟王』、脚本・監督中島宝三、マキノ・プロダクション御室撮影所
前篇 1930年3月14日、後篇 1930年4月4日
- 『怪盗夜叉王』、脚本宇留木浩、監督田中都留彦、日活太秦撮影所
第一篇 1930年10月3日、第二篇 1930年11月14日、第三篇 1930年11月21日

### 1932年以降
- 『江戸侠艶録』、脚本山内英三、監督高見貞衛、新興キネマ、1932年11月10日
- 『御家人正吉』、脚本・監督金森万象、市川右太衛門プロダクション、1933年1月20日
- 『伊井大老斬奸第一声』、脚本冬島泰三、監督志波西果、市川右太衛門プロダクション
安政大獄篇 1934年5月4日、稲田重蔵篇 1934年5月11日
- 『落花の舞』、脚本佐伯幸三、監督中島宝三、大都映画
粂三髷跳躍篇 1936年11月5日、情熱地獄篇後篇 1936年11月19日
- 『燃ゆる渦巻』、脚本木村桂三、監督中島宝三、大都映画
前篇 1938年4月14日、後篇 1938年7月21日
- 『日本巌窟王』前篇・後篇、脚本伊勢野重任、監督佐伯幸三・中島宝三、大都映画、1940年5月30日
- 『落花の舞』、脚本友田昌二郎、監督渡辺邦男、新東宝、1952年1月31日

## 註
1. 1 2 3 4 5  コトバンクサイト内の記事「前田曙山」の記述を参照。
2. 1 2    1. 外部リンク欄の日本映画データベース「前田曙山」リンク先の記述を参照。二重リンクを省く。